# Philautus amoenus
Philautus amoenus es una especie de rana endémica de Gunung Kinabalu, al norte de Borneo.